# Шихабилово
Шихаби́лово (рос. Шихабылово, чув. Аслă Пинер) — присілок у складі Урмарського району Чувашії, Росія. Адміністративний центр Шихабиловського сільського поселення.
Населення — 702 особи (2010; 825 у 2002).
Національний склад:
- чуваші — 99 %